# Gilbert Taylor
Gilbert Taylor, nacido en Bushey, en el condado de Hertfordshire (Inglaterra), el 12 de abril de 1914 y fallecido en Newport, isla de Wight (sur de Inglaterra), el 23 de agosto de 2013, fue un director de fotografía británico.
Después de seis años de servicio en la Segunda Guerra Mundial como oficial en la reserva voluntaria de la R. A. F., se convirtió en operador de cámara a bordo de bombarderos Avro 683 Lancaster, documentando los daños recibidos durante los bombardeos británicos sobre territorio enemigo.
Trabajó en varias películas destacadas por su estilo cinematográfico, en especial Dr. Strangelove (1964), A Hard Day's Night (1964), La profecía (1976) y Star Wars (1977). Aparece en el libro Conversations with Cinematographers publicado por Scarecrow Press.
Falleció el 23 de agosto de 2013 en su casa de la Isla de Wight, a los 99 años de edad.

## Filmografía

### Como director de fotografía
- The Guinea Pig (1948)
- Seven Days to Noon (1950)
- Circle of Danger (1951)
- High Treason (1951)
- The Yellow Balloon (1952)
- Single-Handed (en Estados Unidos titulada Sailor of the King, 1952)
- The Weak and the Wicked (1953)
- Trouble in the Glen (1953)
- Front Page Story (1954)
- Misión de valientes (The Dam Busters, 1955)
- The Silken Affair (1957)
- Woman in a Dressing Gown (1957)
- The Good Companions (1957)
- Ice Cold in Alex (1958)
- She Didn't Say No! (1958)
- No Trees in the Street (1958)
- Alive and Kicking (1959)
- Operation Bullshine (1959)
- Tommy the Toreador (1959)
- Bottoms Up (1960)
- Sands of the Desert (1960)
- Los vengadores (1961, serie de televisión)
  - (episodio "The Curious Case of the Countless Clues")
  - (episodio "The Forget-Me-Knot")
  - (episodio "Get-A-Way!")
  - (episodio "Homicide and Old Lace")
  - (episodio "Invasion of the Earthmen")
  - (episodio "Look - (stop me if you've heard this one) But There Were These Two Fellers...")
  - (episodio "A Sense of History")
  - (episodio "Split!")
- Petticoat Pirates (1961)
- The Rebel / Call Me Genius (1961)
- The Full Treatment / The Treatment (1961)
- A Prize of Arms (1962)
- It's Trad, Dad! / Ring-a-Ding Rhythm (1962)
- Hide and Seek (1963)
- The Punch and Judy Man (1963)
- A Hard Day's Night (1964)
- Dr. Strangelove or: How I Learned to Stop Worrying and Love the Bomb (1964)
- Ferry Cross the Mersey (1965)
- The Bedford Incident (1965)
- Repulsión (1965)
- Callejón sin salida (1966)
- Theatre of Death / The Female Fiend (1966)
- Work Is a Four-Letter Word (1967)
- De espaldas a Scotland Yard (The Man Outside, 1967)
- A Nice Girl Like Me (1969)
- Before Winter Comes (1969)
- A Day at the Beach (1970)
- The Tragedy of Macbeth / Macbeth (1971)
- Frenzy (1972)
- Soft Beds, Hard Battles / Undercovers Hero (1974)
- La profecía (The Omen, 1976)
- Star Wars (1977)
- Damien: Omen II (1978)
- Breaking Up (1978, para la televisión)
- Drácula (1979)
- Meetings with Remarkable Men (1979)
- Evasión en Atenea (Escape to Athena, 1979)
- Flash Gordon (1980)
- Green Ice (1981)
- Venom (1981)
- Losin' It (1983)
- Lassiter (1984)
- Voyage of the Rock Aliens (1985)
- The Bedroom Window (1987)
- Don't Get Me Started / Psychotherapy (1994)

## Premios y distinciones
Premios Óscar
| Año  | Categoría                  | Película                   | Resultado |
| ---- | -------------------------- | -------------------------- | --------- |
| 1956 | Mejores efectos especiales | Los destructores de diques | Nominado  |